# Aleksander Kupcewicz
Aleksander Kupcewicz (ur. 1 kwietnia 1923, zm. 25 października 1983 w Olsztynie) – polski trener w latach 60. XX wieku, związany z Warmią Olsztyn w okresie jej występów w II lidze.

## Życiorys
Urodził się 1 kwietnia 1923 w Polsce. Starszy syn Zbigniew był reprezentantem Polski juniorów, młodszy Janusz zajął z reprezentacją Polski trzecie miejsce podczas MŚ w Hiszpanii (1982).
W latach 50. był czołowym piłkarzem Lechii Gdańsk. Ostatni mecz rozegrał 15 września 1957 roku. Potem poświęcił się pracy szkoleniowej.
Nim przybył do Olsztyna, pracował w Stali Kraśnik i KSZO Ostrowiec Świętokrzyski. Następnie prowadził zespół Warmii Olsztyn w II lidze (w sezonie 1964/65), zespół zajął 13. miejsce i spadł do rozgrywek okręgowych. W sezonie 1966/67 znów awansował. Historycznym wydarzeniem był decydujący o awansie mecz ze Starem Starachowice w obecności 15 tysięcy widzów, wygrany przez Warmię 3:0. Ale i tym razem zespołowi z Olsztyna nie udało się utrzymać w gronie II-ligowców.